# Haematopota castroi
Haematopota castroi är en tvåvingeart som beskrevs av Travassos Dias 1966. Haematopota castroi ingår i släktet Haematopota och familjen bromsar.
Artens utbredningsområde är Moçambique. Inga underarter finns listade i Catalogue of Life.